# Dalhousie (Nouveau-Brunswick)
Pour les articles homonymes, voir Dalhousie.
Dalhousie (prononciation en français : [daluzi], en anglais : [dalˈhaʊziː]) est une ancienne ville du Nouveau-Brunswick, au Canada. Elle fait partie de la ville de Baie-des-Hérons depuis la réforme de la gouvernance locale du 1er janvier 2023.

## Toponyme
La ville fut vraisemblablement nommée ainsi en 1826 par Howard Douglas en l'honneur de lord Dalhousie, qui était en visite à ce moment.

## Géographie

### Géographie physique

#### Situation
Dalhousie est situé à 25 kilomètres de route à l'est de Campbellton, dans le Restigouche. La ville a une superficie de 14,51 km2.
Dalhousie est situé à l'embouchure du fleuve Ristigouche dans la baie des Chaleurs. Plus précisément, le fleuve longe la ville au nord en coulant d'ouest en est. Le littoral et les quais forment successivement la baie de l'Ouest, le havre de Dalhousie et la baie de l'Est. À l'est de la ville commence la baie, où s'élèvent les rochers Bon Ami. Au sud-est s'étend l'anse Bellevue puis la baie aux Anguilles. 
La ville s'étend sur les pentes du mont Dalhousie, un massif des Appalaches culminant à 160 mètres. Elle est la localité la plus au nord du Nouveau-Brunswick.
Dalhousie est généralement considérée comme faisant partie de l'Acadie.

#### Géologie
La région de Dalhousie possède une histoire géologique assez intéressante. Situées dans les Appalaches, l'une des plus vieilles chaînes de montagnes du monde, certaines parties du terrain sur lequel a évolué Dalhousie ont permis de conserver quelques vestiges d'animaux et de végétaux ancestraux d'il y a 400 millions d'années. Citons notamment le scorpion de mer géant, découvert en 1995 par le paléontologue Randall Miller du Musée du Nouveau-Brunswick.

### Géographie humaine

#### Voies de communication et transport
La ville de Dalhousie est desservie par plusieurs routes. De loin la plus importante, l'Route 11 (NB) traverse la ville à sa limite. On peut donc accéder à la ville principalement par la sortie 391. Or, à proximité de cette sortie d'autoroute, une aire de service est disponible pour les transports routiers et les voyageurs. Celle-ci comprend une station-service ouverte 24 h par jour, 7 jours semaine, un dépanneur, un restaurant, ainsi que quelques commodités pour les camionneurs.
On peut aussi accéder à la ville par la route 134, qui la traverse de long en large. Or, autant dire que l'on doit emprunter cette route pour se rendre au centre-ville.

#### Logement
La ville comptait 1817 logements privés en 2006, dont 1665 occupés par des résidents habituels. Parmi ces logements, 73,6 % sont individuels, 2,4 % sont jumelés, 1,5 % sont en rangée, 4,2 % sont des appartements ou duplex, 17,7 % sont des immeubles de moins de 5 étages et 0,6 % sont des immeubles de plus de 5 étages. 74,8 % des logements sont possédés alors que 25,2 % sont loués. 94,6 % ont été construits avant 1986 et 10,2 % ont besoin de réparations majeures. Les logements comptent en moyenne 6,4 pièces et 0 % des logements comptent plus d'une personne habitant par pièce. Les logements possédés ont une valeur moyenne de 67 969 $, comparativement à 119 549 $ pour la province.

## Histoire

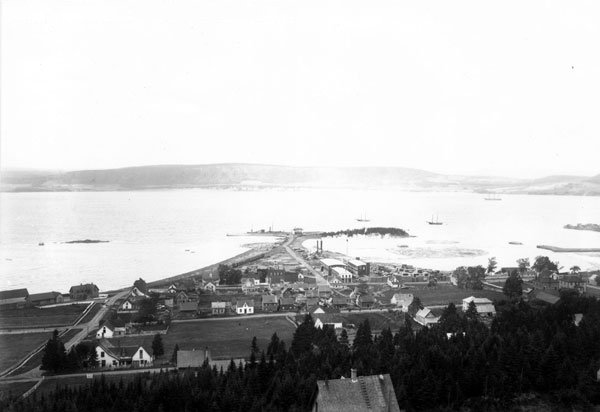
Dalhousie, N.-B., regardant la rivière Restigouche, vers 1900

Dalhousie est situé dans le territoire historique des Micmacs, plus précisément dans le district de Gespegeoag, qui comprend le littoral de la baie des Chaleurs. Ce territoire était revendiqué d'abord par les Iroquois et ensuite seulement par les Mohawks. Selon William Francis Ganong, il est très probable que des Micmacs se soient établis sur le site, d'autant plus qu'une carte de 1778 montre une « pointe Indienne ».
L'emplacement fut découvert par Jacques Cartier en 1534. Néanmoins, Dalhousie n'est fondée qu'en 1826 par des colons écossais et acadiens,. Des francophones d'origine acadienne, québécoise, française et anglo-normande viennent s'établir par la suite. Dalhousie devient le chef-lieu du comté de Restigouche en 1837. L'industrie forestière favorise la croissance du port, qui atteint son apogée durant la première moitié des années 1850, avant de décliner. La paroisse catholique Saint-Jean-Baptiste est fondée en 1865. Le phare de Dalhousie est érigé en 1870. Le tourisme se développe alors et l'hôtel Inch Arran est construit en 1884 au bord de la plage.
Dalhousie est constitué en municipalité le 4 octobre 1905. L'école L.E. Reinsborough est inaugurée en 1920. En 1930, le bûchage du bois cesse de dominer l'économie locale avec la construction de l'usine de pâtes et papier New Brunswick International Paper Co (NBIP). Dans les années qui suivent, la communauté connait une croissance démographique qui dure jusque vers la fin des années 1970-1980. L'Académie Notre-Dame est inaugurée en 1936. La paroisse catholique Saint-Jean-Bosco est fondée en 1948. L'usine de Canadian Industries Limited est construite en 1963, suivie de l'usine Chemical Maritimes Limited en 1965. L'école intermédiaire et l'école secondaire régionale sont inaugurées en 1970. Le magasin d'alimentation Coop est inaugurée la même année sur le chemin Baybreeze.
En juin 1982, un incendie se déclare dans une cour à bois de l'usine de pâte et papier et dure plusieurs jours. L'école Aux-Quatre-Vents est inaugurée en 1983.
Dalhousie accueille la XIIe finale des Jeux de l'Acadie en 1992.
Dans les années 1990, l'urbanisation et la centralisation s'avèrent un phénomène imminent, au détriment du nord de la province. Alors, on voit un exode rural massif vers les villes du sud de la province du Nouveau-Brunswick.
Dans les années 2000, la ville est aux prises avec d'autres problèmes : la crise du bois d'œuvre pour l'exportation vers les États-Unis et le développement du marché asiatique. Après la fermeture de l'usine Smurfit Stone, qui secoue durement la ville de Bathurst, l'usine de pâte et papiers (act. Bowater) est menacée mais grâce à une décision coûteuse et périlleuse, l'avenir de cette usine est provisoirement sauvé. Le magasin d'alimentation Coop est fermé en 2003.
Un nouveau centre correctionnel régional, d'une capacité de 100 prisonniers, est inauguré en 2011. L'usine AbitibiBowater est démolie en 2012.

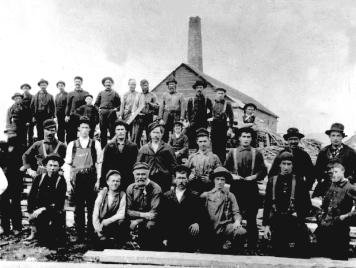
Travailleurs d'usine à Dalhousie, N.-B., vers 1900

### La crise industrielle de 2007-2010

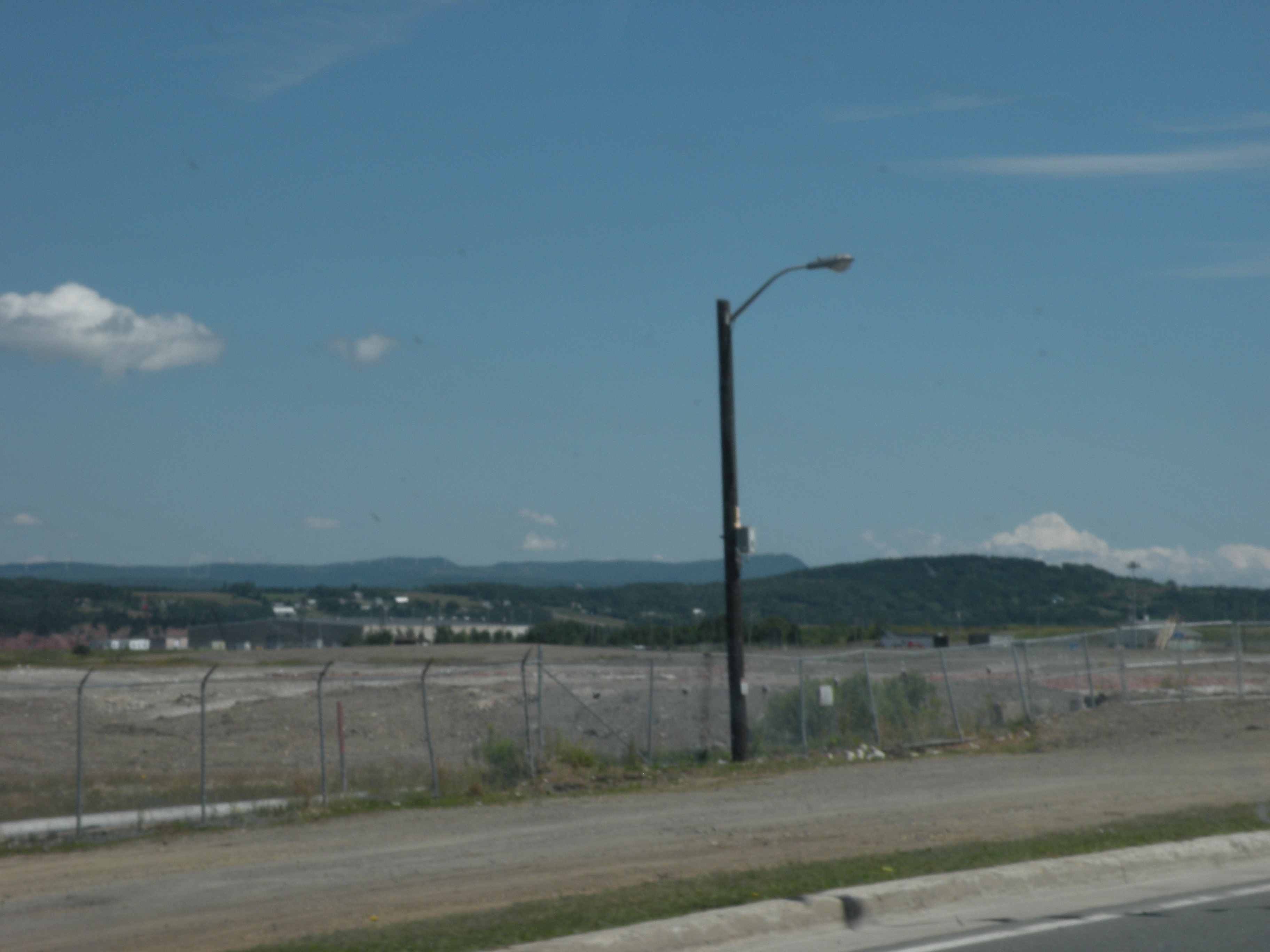
Ruines de l'usine AbitibiBowater.

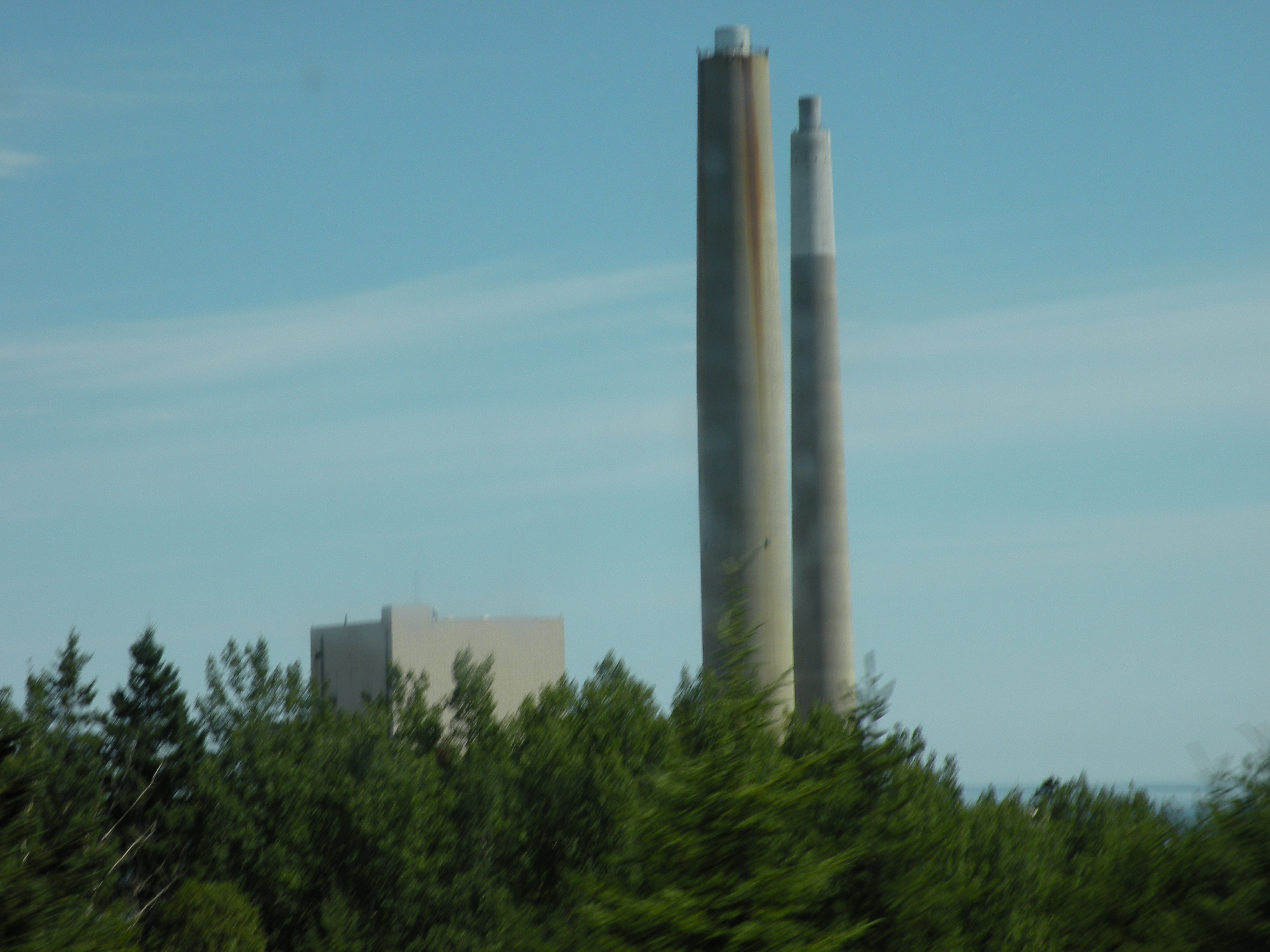
Cheminées de la centrale thermique.

À partir de 1930, la ville de Dalhousie a pu compter sur trois principales industries : l'usine de pâte et papiers (1930), l'usine de production chimique (années 1960) et la centrale thermique (1969). En 2007, près de 600 emplois directs dépendaient de ces industries, ce qui en faisaient les principaux moteurs de l'économie du Restigouche-Est. Néanmoins, à partir de 2008, ce nombre s'est vu diminuer et se verra progressivement atteindre le zéro.

#### La fermeture de l'usine de pâtes et papiers (31 janvier 2008)
Depuis plusieurs années, le marché du papier est devenu beaucoup plus restreint, en raison de l'informatisation et de la concurrence mondiale. Or, en octobre 2007, les compagnies Bowater et Abitibi-Consolidated pour justement devenir plus compétitives. Ils ont alors formé une nouvelle compagnie, soit AbitibiBowater. Un plan de restructuration était alors en voie de rédaction.
Le 29 novembre 2007 vers 17 h (HA), le contenu de ce plan fut dévoilé. Or, cela comprenait la fermeture définitive de l'usine de Dalhousie pour le début du 1er trimestre de 2008, soit le 31 janvier 2008. Cette annonce fit l'effet d'une bombe, l'usine assurant 400 emplois directs et plusieurs milliers d'emplois indirects par l'activité économique générée dans la région, comme le port de mer, les compagnies de transport, etc.

#### La fermeture de l'usine chimique (été 2008)
À la suite de cela, le 12 mars 2008, une autre annonce vint secouer l'économie de la région. Or, la compagnie Olin Chlor Alkali, qui elle aussi avait décidé de restructurer ses activités, décide de fermer ses deux installations à Dalhousie à l'été 2008. Près d'une cinquantaine d'emplois furent perdus.

#### La fermeture de la centrale thermique (été 2010)
La compagnie Énergie NB, qui possédait toujours la centrale thermique de Dalhousie, avait accumulé un énorme déficit en raison de la remise à neuf de la centrale nucléaire de Point Lepreau. En plus de cela, elle devait composer avec la récession mondiale. C'est alors qu'elle envisagea de joindre la société de la couronne Hydro-Québec. Cette entente fut officialisée par les deux premiers ministres des provinces, Jean Charest et Shawn Graham le 29 octobre 2009. Dans l'entente, Hydro-Québec ne voulait pas de la centrale de Dalhousie, jugée inutile par celle-ci. C'est pourquoi on s'entendit de la fermer de façon graduelle.
Cette entente avorta néanmoins avant sa mise en application à la suite d'un mécontentement populaire de la population néo-brunswickoise.

#### Les impacts
En voici quelques-uns :
- Exode des jeunes plus accru.
- Exode rural généralisé
- Et le plus menaçant, perte d'environ 2 millions $ dans les revenus de la ville de Dalhousie, ce qui constitue près du tiers du budget municipal. Par le fait même, coupure des services[20].

Promesse du gouvernement, plusieurs projets furent mis de l'avant en 2008 pour relancer l'économie. Parmi les projets qui furent retenus, la construction d'un établissement correctionnel et d'un marché des fermiers, ce qui permettrait à la municipalité de Dalhousie d'aller chercher des revenus en impôts et des emplois pour combler les récentes pertes. Également, divers comités locaux se rallient pour amener de l'emploi et de l'argent à la ville de Dalhousie. Le secteur du tourisme est notamment exploré.
Lors de la dernière annonce de fermeture d'usine en octobre 2009, la population et le conseil municipal déclarèrent publiquement leur inconfiance au gouvernement actuel par le biais des médias. Le maire menaça notamment le gouvernement d'agir ou bien de prendre la clé de la ville et de s'occuper directement du budget. Or, comme le disait le ministre libéral chargé du développement du Nord et député local Donald Arseneault, la ville venait seulement de voir la lumière au bout du tunnel des autres fermetures.
Néanmoins, dans une entrevue avec Radio-Canada, le ministre Donald Arseneault avoua que sa position était en jeu et qu'il voulait aider sa région. Il a donc promis à la population de pousser le gouvernement pour qu'il construise un collège communautaire anglophone à Dalhousie et un foyer de soin de 30 millions $.
En 2012, la question budgétaire devint de plus en plus précaire, si bien que la ville eut à demander de l'aide aux municipalités voisines pour le financement du Récréaplex, son complexe sportif avec piscine et gymnase et de son aréna. Toutefois, la plupart des municipalités adjacentes refusèrent, sous prétexte de n'avoir pas assez de fonds pour financer ce complexe. Cela mena entre autres à forcer les autorités de la ville à charger 500 $ de frais d'utilisations aux enfants provenant de communautés ne contribuant pas directement. Par conséquent, cette mesure fut très critiquée, notamment par certains parents de Balmoral et d'Eel River Crossing.

## Démographie
(juillet 2016).
La ville comptait 3 676 habitants en 2006, soit une baisse de 6,4 % en 5 ans. Il y a en tout 1665 ménages dont 1125 familles. Les ménages comptent en moyenne 2,1 personnes tandis que les familles comptent en moyenne 2,6 personnes. Les ménages sont composés de couples avec enfants dans 18,3 % des cas, de couples sans enfants dans 36,9 % des cas et de personnes seules dans 30,9 % des cas alors que 14,1 % des ménages entrent dans la catégorie autres (familles monoparentales, colocataires, etc.). 67,1 % des familles comptent un couple marié, 14,2 % comptent un couple en union libre et 18,2 % sont monoparentales. Dans ces dernières, une femme est le parent dans 85,4 % des cas. L'âge médian est de 50,3 ans, comparativement à 41,5 ans pour la province. 88,3 % de la population est âgée de plus de 15 ans, comparativement à 83,8 % pour la province. Les femmes représentent 53,5 % de la population, comparativement à 51,3 % pour la province. Chez les plus de 15 ans, 26,7 % sont célibataires, 47,1 % sont mariés, 5,5 % sont séparés, 7,6 % sont divorcés et 13,3 % sont veufs. De plus, 9,9 % vivent en union libre.
| 1981  | 1986  | 1991  | 1996  | 2001  | 2006  | 2011  |
| ----- | ----- | ----- | ----- | ----- | ----- | ----- |
| 5 707 | 5 363 | 4 775 | 4 500 | 3 928 | 3 676 | 3 512 |

| 2016  | 2021  | - | - | - | - | - |
| ----- | ----- | - | - | - | - | - |
| 3 126 | 3 223 | - | - | - | - | - |

Les autochtones représentent 4,4 % de la population et 0,3 % des habitants font partie d'une minorité visible. Les immigrants représentent 1,7 % de la population et 0,0 % des habitants sont des résidents permanents. 0,3 % des habitants ne sont pas citoyens canadiens et 93,1 % des habitants âgés de plus de 15 ans sont issus de familles établies au Canada depuis trois générations ou plus. En date du 16 mai 2006, 88,9 % des gens avaient la même adresse depuis au moins un an alors que 3,1 % habitaient auparavant ailleurs dans la même ville, que 6,8 % habitaient ailleurs dans la province, que 1,4 % habitaient ailleurs au pays et que 0,0 % habitaient ailleurs dans le monde. À la même date, 77,8 % des gens avaient la même adresse depuis au moins cinq ans alors que 10,9 % habitaient auparavant ailleurs dans la même ville, que 8,3 % habitaient ailleurs dans la province, que 3,0 % habitaient ailleurs au pays et que 0,0 % habitaient ailleurs dans le monde.
La langue maternelle est le français chez 49,6 % des habitants, l'anglais chez 48,3 % et les deux langues chez 0,8 % alors que 1,3 % sont allophones. Les deux langues officielles sont comprises par 62,4 % de la population alors que 6,2 % des habitants sont unilingues francophones, que 31,3 % sont unilingues anglophones et que 0,0 % ne connaissent ni l'anglais ni le français. Le français est parlé à la maison par 38,6 % des gens, l'anglais par 58,3 %, les deux langues officielles par 3,1 %, le français et une langue non officielle par 0,0 %, l'anglais et une langue non officielle par 0,0 % et une langue non officielle seule par 0,0 %. Le français est utilisé au travail par 33,3 % des employés et l'anglais par 56,0 % alors que 10,7 % des employés utilisent les deux langues officielles, que 0,0 % utilisent le français et une langue non officielle, que 0,0 % utilisent l'anglais et une langue non officielle et que 0,0 % utilisent uniquement une langue non officielle.
Le diagramme suivant démontre la place grandissante des francophones à Dalhousie:
| Évolution des langues maternelles (en %) | Légende                                                         |
| ---------------------------------------- | --------------------------------------------------------------- |
|                                          | - Anglais - Français - Anglais et français - Autre(s) langue(s) |
| Sources ,:                               |                                                                 |

Chez les plus de 15 ans, 34,0 % n'ont aucun certificat, diplôme ou grade, 20,4 % ont uniquement un diplôme d'études secondaires ou l'équivalent et 45,5 % détiennent aussi un certificat, un diplôme ou un grade post-secondaire; par comparaison, ces taux s'élèvent à 29,4 %, 26,0 % et 44,6 % au provincial. Parmi la même tranche d'âge, 11,4 % des gens possèdent un diplôme d'un programme d'un an au CCNB ou l'équivalent, 21,3 % détiennent un diplôme d'un programme de trois ans au CCNB ou l'équivalent, 4,3 % ont un diplôme ou un certificat universitaire inférieur au baccalauréat et 8,3 % ont un certificat, un diplôme ou un grade universitaire plus élevé. Parmi ces diplômés, 12,3 % sont formés en enseignement, 0,0 % en arts ou en communications, 1,8 % en sciences humaines, 4,9 % en sciences sociales ou en droit, 14,8 % en commerce, en gestion ou en administration, 2,8 % en sciences et technologies, 0,0 % en mathématiques ou en informatique, 26,4 % en architecture, en génie ou dans des domaines connexes, 3,2 % en agriculture, en ressources naturelles ou en conservation, 25,7 % en santé, parcs, récréation ou conditionnement physique, 8,1 % en services personnels, de protection ou de transport et 0,0 % dans d'autres domaines. Les diplômés post-secondaires ont terminé leurs études à l'extérieur du pays dans 2,1 % des cas.
Elle subit, comme plusieurs autres villes de la partie Nord de la province du Nouveau-Brunswick, le choc de l'exode rural, principalement au profit du Sud-Est de la province, notamment le Grand Moncton. En vérité, cet exode est l'effet du développement massif du Grand Moncton.

## Économie

### Travail et revenu
Le recensement de 2006 de Statistique Canada fournit aussi des données sur l'économie. Chez les habitants âgés de plus de 15 ans, le taux d'activité était alors de 48,1 %, le taux d'emploi était de 42,6 % et le taux de chômage était de 11,7 % ; à titre de comparaison, ceux de la province étaient respectivement de 63,7 %, 57,3 % et 10,0 %.
Chez les personnes âgées de 15 ans et plus, 1 605 ont déclaré des gains et 3 020 ont déclaré un revenu en 2005. 89,1 % avaient aussi déclaré des heures de travail non rémunérées en 2006. Le revenu médian s'élevait alors à 19 535 $ avant et à 18 010 $ après impôt, comparativement à la moyenne provinciale de 22 000 $ avant et 20 063 $ après impôt; les femmes gagnaient en moyenne 2 188 $ de moins que les hommes après impôt, soit 15 822 $. En moyenne, 58,6 % du revenu provenait de gains, 23,2 % de transferts gouvernementaux et 18,2 % d'autres sources. 10,9 % de toutes les personnes dans les ménages avaient un faible revenu après impôt, une proportion montant à 15,9 % pour les moins de 18 ans.
Parmi la population active occupée, 4,5 % des gens travaillaient à domicile, aucun ne travaillaient en dehors du pays, 4,2 % étaient sans lieu de travail fixe et 90,4 % avaient un lieu de travail fixe. Parmi les travailleurs ayant un lieu de travail fixe, 68,4 % travaillaient en ville, 28,2 % travaillaient ailleurs dans le comté, 2,1 % travaillaient dans un autre comté et 1,2 % travaillaient dans une autre province.

### Principaux secteurs
L'économie de Dalhousie est basée sur la production de papier, l'exploitation forestière et les PME. La ville est aussi dotée d'un excellent port de mer en eaux profondes pour l'exportation du papier. La Dalhousie Industrial Credit Union est une caisse populaire membre de la Credit Union Central of New Brunswick.
En 2006, on dénombrait 7,8 % des emplois dans l'agriculture, la pêche et les autres ressources, 3,1 % dans la construction, 11,9 % dans la fabrication, 1,7 % dans le commerce de gros, 11,6 % dans le commerce de détail, 3,4 % dans la finance et l'immobilier, 20,4 % dans la santé et les services sociaux, 9,9 % dans l'éducation, 8,2 % dans les services de commerce et 22,1 % dans les autres services.
Entreprise Restigouche a la responsabilité du développement économique.

## Administration
Dalhousie est le chef-lieu du comté de Restigouche depuis sa création en 1837. La ville est beaucoup moins importante administrativement depuis l'abolition de la municipalité de comté, en 1966. Malgré tout, plusieurs vestiges de ce passé glorieux se retrouve encore en ville, notamment un tribunal régional (dont les actions ont été transférées à Campbellton), près du parc Rotary ainsi que la richesse de l'architecture de l'hôtel de ville, construit en 1939.

### Conseil municipal
Le conseil municipal est formé d'un maire et de six conseillers généraux. Le conseil municipal actuel est élu lors de l'élection quadriennale du 10 mai 2016.
| Mandat      | Fonctions   | Nom(s) |
| ----------- | ----------- | --- |
| 2016 - 2020 | Maire       | Normand Pelletier                                                                                                 |
| 2016 - 2020 | Conseillers | Gail Fearon, Melvin (Mel) Ferguson, Jean-Robert Haché, Kevin J.T. Lavigne, Anthony (Andy) Létourneau, Leigh Walsh |

#### Anciens conseils municipaux
Un conseil est formé à la suite de l'élection du 12 mai 2008. Le conseil municipal précédent est élu lors de l'élection quadriennale du 14 mai 2012. Anthony Andy Letourneau quitte ensuite le conseil. Une élection partielle a lieu le 29 octobre suivant et Jean-Robert Haché est élu conseiller.
| Mandat      | Fonctions   | Nom(s) |
| ----------- | ----------- | --- |
| 2012 - 2016 | Maire       | Clem Tremblay                                                                                              |
| 2012 - 2016 | Conseillers | Roland Dumont, Gail Fearon, Jean-Robert Haché, Daniel Edward Harquail, Jacqueline Leclair et Peter Thorne. |

| Mandat      | Fonctions   | Nom(s) |
| ----------- | ----------- | --- |
| 2008 - 2012 | Maire       | Clem Tremblay                                                                                               |
| 2008 - 2012 | Conseillers | Mark-Daniel Arsenau, Roland Dumont, Robert (Bob) Harquail, Anthony Létourneau, Sylvia Malley, Kenny Savoie. |

| Période                                  | Période  | Identité                 | Étiquette | Qualité                   |
| ---------------------------------------- | -------- | ------------------------ | --------- | ------------------------- |
| 1969                                     | 197?     | Léon Blanchard           |           |                           |
| 1974                                     | 19??     | Allan Maher              |           |                           |
| 1977                                     | 1995     | Alex R. (Sandy) MacLean, |           | Enseignante à la retraite |
| 1995                                     | 1998     | Wally Coulombe           |           |                           |
| 1998                                     | 2004     | James L. Blanchard       |           | Enseignant                |
| 2004                                     | en cours | Clem Tremblay            |           | Évaluateur municipal      |
| Les données manquantes sont à compléter. |          |                          |           |                           |

### Commission de services régionaux
Dalhousie fait partie de la Région 2, une commission de services régionaux (CSR) devant commencer officiellement ses activités le 1er janvier 2013. Dalhousie est représenté au conseil par son maire. Les services obligatoirement offerts par les CSR sont l'aménagement régional, la gestion des déchets solides, la planification des mesures d'urgence ainsi que la collaboration en matière de services de police, la planification et le partage des coûts des infrastructures régionales de sport, de loisirs et de culture; d'autres services pourraient s'ajouter à cette liste.

### Représentation
Dalhousie est membre de l'Union des municipalités du Nouveau-Brunswick et de l'Association francophone des municipalités du Nouveau-Brunswick.
 Nouveau-Brunswick: Dalhousie fait partie de la circonscription de Dalhousie—Restigouche-Est, qui est représentée à l'Assemblée législative du Nouveau-Brunswick par Donald Arseneault, du parti libéral. Il fut élu en 2010.
 Canada: Dalhousie fait partie de la circonscription fédérale de Madawaska—Restigouche, qui est représentée à la Chambre des communes du Canada par Jean-Claude D'Amours, du Parti libéral. Il fut élu lors de la 38e élection générale, en 2004, puis réélu en 2006 et en 2008.

## Vivre à Dalhousie

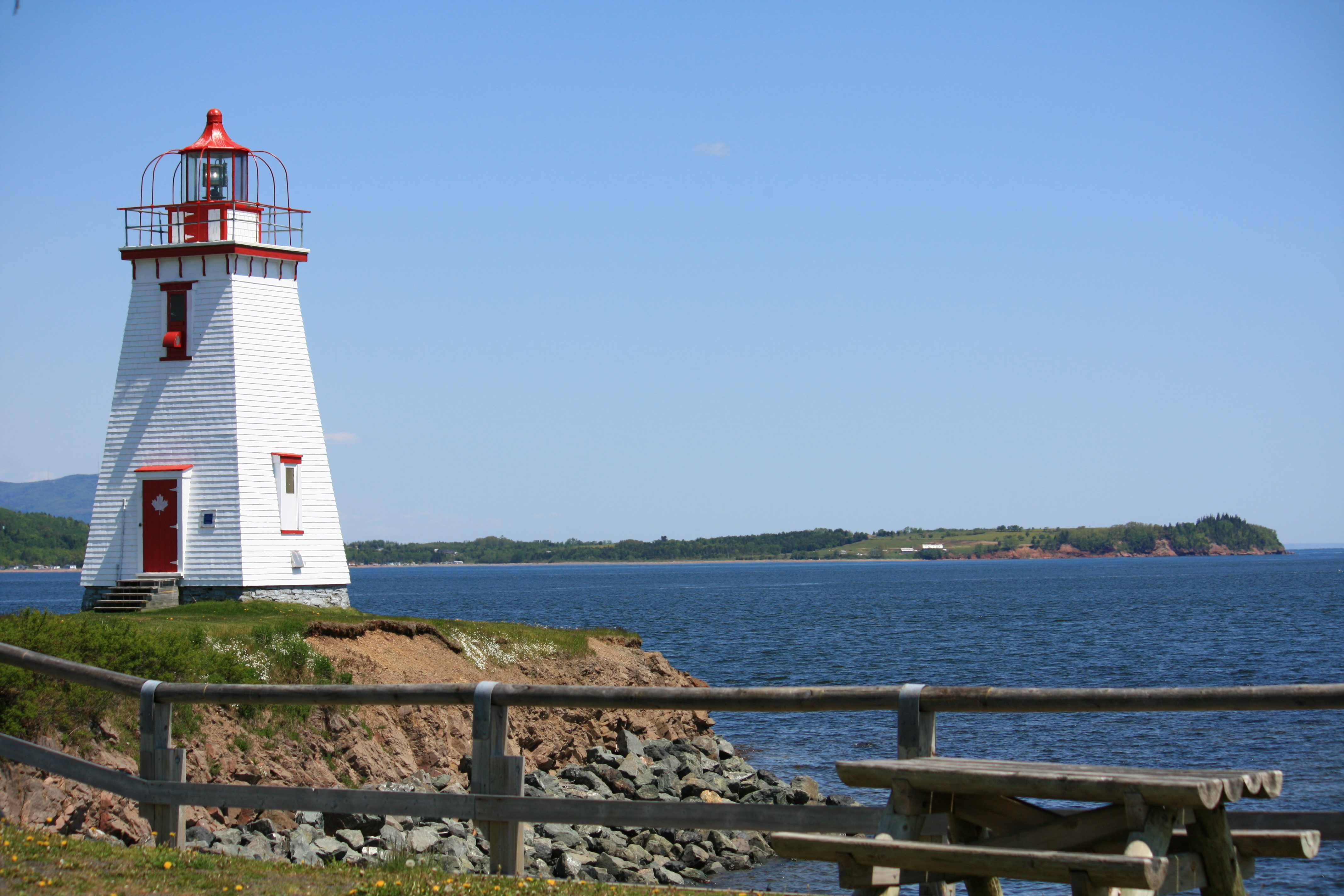
Le phare Inch Arran

Dalhousie est un centre de service local et offre plusieurs services civiques à ses résidents, voire aux communautés environnantes. Elle a notamment hérité de ces services étant donné sa position de municipalité principale du comté qu'elle occupait jadis.
Les services de sécurité et de santé sont nombreux. La ville possède entre autres un poste de la Gendarmerie royale du Canada. Il dépend du district 9, dont le bureau principal est situé à Campbellton. La ville a aussi un établissement carcéral provincial, construit dans un bâtiment datant de 1891. Cependant, une nouvelle prison est en cours de construction et devrait ouvrir ses portes à la fin de 2011, début 2012. On y retrouve aussi une caserne de pompiers, bénévoles et salariés. Quant aux institutions de la santé, Dalhousie est desservie par le Centre de santé communautaire Saint-Joseph, un poste d'Ambulance Nouveau-Brunswick et un foyer de soins agréés, la Dalhousie Nursing Home.
Sur le plan culturel, on retrouve quelques institutions. Dalhousie possède la bibliothèque publique du Centenaire. La ville est également le lieu du Musée Régional de Restigouche, qui sert à la fois de centre de recherche et d'archives pour le comté de Restigouche en entier. Des expositions historiques permanentes sur les premiers arrivants, les anciens métiers, la foresterie et la construction navale y figurent. Le musée possède à chaque année une nouvelle exposition temporaire sur des thèmes variés. Dalhousie abrite aussi le Centre des Arts du Restigouche, où l'on retrouve périodiquement des cours de musique, de danse, d'art visuel, de théâtre, etc.
Le parc Inch Arran est situé sur le site de l'hôtel Inch Arran, détruit dans un incendie en 1921. Le parc dispose d'une plage et fait face aux rochers Bon Ami, nommés d'après l'un des premiers résidents, Peter Bonamie.
La collecte des déchets et matières recyclables est effectuée par la Commission de gestion des déchets solides de Restigouche. L'aménagement du territoire est de la responsabilité de la Commission d'urbanisme du district de Restigouche.
Les Francophones bénéficient du quotidien L'Acadie nouvelle, publié à Caraquet, ainsi qu'à l'hebdomadaire L'Étoile, de Dieppe. Ils ont aussi accès à l'hebdomadaire L'Aviron, publié à Campbellton. Les Anglophones bénéficient des quotidiens Telegraph-Journal, publié à Saint-Jean ainsi que de l'hebdomadaire Campbellton Tribune, de Campbellton.

### Établissements scolaires

#### Enseignement primaire et secondaire
La ville possède cinq écoles, dont trois sont anglophones et deux sont francophones.
Du côté francophone, on y retrouve l'école Académie Notre-Dame, qui accueille les élèves de la maternelle à la 8e année de Dalhousie, de Charlo et des DSL environnants. Au niveau du secondaire, on retrouve l'école Aux quatre vents qui dessert les communautés environnantes. Ces écoles font partie du sous-district 2 du district scolaire Francophone Nord-Est, dont le siège est à Campbellton. En octobre 2010, la Polyvalente Roland-Pépin de Campbellton, se trouvant dans un état assez dégradé, doit fermer ses portes jusqu'en janvier 2012, afin d'être réparée.
Du côté anglophone, l'école LER sert d'école primaire pour les jeunes de Dalhousie, de Charlo, de Balmoral, d'Eel River Crossing et des DSL environnants. De la 6e à la 8e année, les élèves se rendent à la Dalhousie Middle School, située près de l'école Dalhousie Regional High School. Quant à cette dernière, elle offre des cours de la 9e à la 12e année. Comme l'école Aux quatre vents, elle dessert l'entière région du Restigouche-Est.
Dalhousie était le siège du district scolaire 15 jusqu'à la réforme de 2012.

#### Enseignement post-secondaire
Dalhousie abrite un bureau satellite du Campus de Miramichi du New Brunswick Community College (NBCC), où un cours d'infirmière auxiliaire est offert depuis le début de 2009. Un projet de construire un campus collégial autonome du NBCC est en cours de discussion depuis quelques années.

### Religion
Plusieurs lieux de cultes chrétiens surplombent le paysage de la ville et témoignent des origines multiples des habitants. Les anglicans sont desservis par l'église St. Mary. L'église Martyre de Saint-Jean-Baptiste est le siège de la paroisse catholique francophone alors que l'église St. John Bosco dessert les Anglophones. Pour les anglicans, le territoire est compris dans le diocèse de Fredericton alors que pour les catholiques, il est compris dans le diocèse de Bathurst.

## Événements majeurs
La ville a été l'hôte, avec Bathurst et Campbellton, de la Xe édition des Jeux d'hiver du Canada, en février 2003. Plus de 3200 athlètes ont participé aux 21 sports inscrits au programme.
Le festival international de musique de chambre de la baie des Chaleurs y était organisé au mois de juillet. Il a pris fin avec sa 15e édition en 2011, même si un dernier concert de la violoniste Nathalie Cadotte a été présenté en guise d'adieu au Théâtre LER en avril 2012.

## Culture
La ville est un mélange ethnique entre descendants anglais, écossais, irlandais, acadiens et autochtones. 
La langue parlée principalement est l'anglais mais le français est également très présent.
La ville est l'hôte, du toujours populaire festival Bon-ami. Depuis 1991, le mouvement des Jeunesses musicales de Dalhousie, affilié au plus important réseau de diffusion de musique classique au Canada, offre six (6) concerts de septembre à avril. Tous les concerts ont lieu au Théâtre LER reconnu et loué pour son acoustique exceptionnelle par les différents artistes qui s’y succèdent. Les JMD ont accueilli les plus grands pianistes canadiens, Janina Fialkowska, Angela Hewitt, Marc-André Hamelin, etc. D’autres artistes de l’art lyrique qui évoluent maintenant sur les plus grandes scènes du monde, tels Michèle Losier, Marie-Nicole Lemieux et Philip Addis y ont aussi présenté des récitals. James Ehnes acclamé partout dans le monde comme l'un des plus grands violonistes de ce siècle était l’invité des JMD en 1992 alors qu’il n’avait que 16 ans. www.facebook.com/JeunessesMusicalesDalhousie

### Langues
Selon la Loi sur les langues officielles, Dalhousie est officiellement bilingue puisque l'anglais et le français sont tous deux parlés par plus de 20 % de la population.

### Sports
Une chose démarque particulièrement la ville : la passion pour le hockey sur glace. À titre d'exemple, en 2006, trois équipes de cette ville ont remporté les championnats provinciaux de hockey sur glace du Nouveau-Brunswick, dont les Cyclones masculins et les Cyclones féminins des écoles secondaires "Aux quatre vents" et les "Rangers". 
De plus, le hockey a cru avec l'industrie. À titre d'exemple, l'actuel maire de la ville, Clem Tremblay, était un joueur de Hockey qui fut attiré en ville non seulement pour des raisons économiques (i.e. pour un emploi), mais pour des raisons sportives.

### Personnalités
- Donald Arseneault, administrateur, fonctionnaire et homme politique, actuel député de Dalhousie — Restigouche-Est à l'Assemblée législative du Nouveau-Brunswick et ministre de l'Éducation postsecondaire, Formation et Travail, né à Dalhousie ;
- Guy Arsenault (1952-), enseignant et homme politique, né à Dalhousie ;
- Perry Dumaresq (1788-1839), officier de marine, fonctionnaire, juge de paix et juge, mort à Dalhousie ;
- Robert Dugald Caldwell Stewart (1907-1967), avocat et homme politique, né à Dalhousie.
- Katrine Noël, artiste-interprète (Les Hay Babies).

### Architecture
Bien que la plupart des bâtiments aient une architecture moderne et contemporaine, l'hôtel de ville de Dalhousie, qui fut construit dans les années 1930, figure comme étant un des meilleurs exemples de style Art déco pour la province du Nouveau-Brunswick. Elle fut construite par l'ingénieur civil et architecte Frederic Bateman en 1939.
D'autres bâtiments présentent des particularités architecturales assez intéressantes, mais le centre-ville est davantage marqué par le mélange des styles.